# Kyōko Sakura
Kyoko Sakura (佐倉 杏子 Sakura Kyōko?) es un personaje ficticio de la serie de anime de 2011 Puella Magi Madoka Magica. Hija de un pastor protestante, Kyoko es una chica mágica de una familia pobre. Inicialmente presentada como una chica mágica agresiva y egocéntrica, Kyoko choca con Sayaka Miki por sus ideales de justicia. Sin embargo, a medida que avanza la historia, sus puntos de vista cambian y simpatiza con Sayaka e intenta salvarla de la desesperación. En Puella Magi Madoka Magica the Movie: Rebellion, Kyoko tiene una personalidad más amigable y lucha con sus compañeras chicas mágicas contra monstruos surrealistas llamados Pesadillas. El pasado de Kyoko y su relación con Mami Tomoe se han explorado en el spin-off del manga, Puella Magi Madoka Magica: The Different Story. Ha aparecido en varios medios relacionados con Puella Magi Madoka Magica, incluidos manga, adaptación de novelas y videojuegos.
El escritor de la serie, Gen Urobuchi, creó originalmente a Kyoko como rival de Sayaka; aunque ambos personajes piden deseos similares y viven situaciones similares, desarrollan personalidades diferentes. Kyoko fue diseñada por Ume Aoki, quien quería distinguirla de los personajes. Takahiro Kishida adaptó el diseño original de Aoki y agregó una serie de características al personaje. Tiene la voz de Ai Nonaka en la versión japonesa y de Lauren Landa en la versión en inglés .

## Características
Dentro del canon de Madoka Magica, Kyoko es una chica mágica solitaria de Kazamino.  Tiene el pelo largo color frambuesa, ojos rojo sangre, colmillos y un apetito voraz, que rara vez se ve sin comida.  Kyoko es la hija de un predicador que fue excomulgado por herejía . Ella y su familia casi mueren de hambre después de la excomunión de su padre, lo que la obliga a robar comida para que todos puedan sobrevivir. Kyoko hace un contrato con Kyubey, un mensajero de la magia, ya que su deseo es que su padre obtenga más seguidores. Su padre se vuelve loco cuando se entera de esto, matando a su madre y a su hermana menor, Momo Sakura (así como a él mismo), dejando solo a Kyoko con vida para atormentarla "mentalmente". Ella decide usar su magia solo para ella, ya que usarla para otros causa un grave peligro.  Kyoko se presenta inicialmente como una chica mágica agresiva y egocéntrica, pero adopta una perspectiva comprensiva después de chocar con Sayaka Miki .
Kyoko ha sido una chica mágica más tiempo que las otras chicas de la serie y es más hábil.  Ella usa una lanza que puede extenderse, dividirse en varias secciones y producir una bola al final de una cadena que puede contraerse y golpear a otros.  Kyoko también puede erigir barreras para proteger a otros o evitar que interfieran.

## Apariciones
Kyoko es una chica mágica experimentada que llega por primera vez a la ciudad de Mitakihara en el cuarto episodio de Madoka Magica, después de la muerte de Mami .  Inicialmente choca con Sayaka, tratando de asesinarla debido a sus diferentes ideales de justicia. Kyoko aprende aquí que su alma ya no está unida a su cuerpo, sino que está dentro de la gema de su alma (la fuente de su magia). Cuando la gema del alma de Sayaka está contaminada con emociones negativas, Kyoko simpatiza con ella y trata de protegerla de la desesperación, por lo tanto, los dos dejan de lado sus diferencias.  Sayaka le recuerda a Kyoko su antiguo yo; queriendo evitar que Sayaka cometa el mismo error que ella, Kyoko le dice que viva una vida de egoísmo. Aunque Sayaka agradece a Kyoko y admite que no la entendió, se niega a abandonar sus ideales de justicia.
Después de que el alma de Sayaka se contamina aún más y se convierte en Oktavia, Kyoko está decidida a salvarla y restaurarla a la normalidad. Se cansa de su dolor, renuncia a sus ideales anteriores, abandona su autoconservación y elige suicidarse y matar a Oktavia en un intento por encontrar la paz en la muerte y asegurarse de que Sayaka no muera sola. Kyoko sobrecarga su gema del alma para crear una explosión masiva que los mata a ambos.  El sacrificio de Kyoko deja solo a Homura Akemi y Madoka Kaname para enfrentarse a la poderosa bruja Walpurgisnacht en el final de la serie.  En una línea de tiempo anterior, Kyoko fue asesinada por Mami, quien se vio obligada a matar a todas las chicas mágicas después de enterarse de que se convertirían en brujas.  En la línea de tiempo final, Kyoko sobrevive porque Madoka reescribe el universo. Aquí, lamenta la muerte de Sayaka en la batalla, lamentando que "finalmente se hayan hecho amigos".
En Puella Magi Madoka Magica the Movie: Rebellion, Kyoko aparece como una estudiante de secundaria de Mitakihara y lucha con sus compañeras mágicas contra monstruos surrealistas conocidos como Nightmares. Es más amigable con Sayaka y vive en su casa. Se revela que Homura se ha convertido en bruja y ha creado una barrera en la gema de su alma, y Kyoko y las otras chicas mágicas fueron atraídas dentro de esta barrera y se les implantaron recuerdos falsos . Salvan a Homura al destruir su barrera, pero en el proceso, Homura roba los poderes de Ultimate Madoka y reescribe el universo antes de proclamarse a sí misma como el demonio. A pesar de convertirse en el demonio, les da a todos una vida feliz en su nuevo mundo, con Kyoko sonriendo y haciéndose amiga de Sayaka al final de la película.